# Cara Lott
Cara Lott (ur. 6 sierpnia 1961 w Huntington Beach, zm. 19 marca 2018 w Orange County) – amerykańska aktorka pornograficzna.

## Życiorys
Urodziła się w Huntington Beach w stanie Kalifornia.
Występowała przede wszystkim w produkcjach z gatunku MILF.
Debiutowała w filmie Suze Randall Centerfolds.
Pojawiła się w dreszczowcu Briana De Palmy Świadek mimo woli (Body Double, 1984) z Melanie Griffith oraz dreszczowcu Johna Frankenheimera Ostra rozgrywka (52 Pick-Up, 1986) u boku Roya Scheidera, Ann-Margret, Kelly Preston, Johna Glovera, Herschela Savage i Rona Jeremy.
6 października 1986 roku wyszła za mąż za aktora porno Vladimira Correa Matos.
W 1991 przerwała karierę; po ukończeniu college'u wróciła do branży w 1997 i do 1998 nakręciła 6 kolejnych filmów. W jednych z tych filmów, Heartfelt 2 (1998), wystąpiła w scenie typu gang bang z 5 mężczyznami. Później znowu wycofała się w branży. Do grania w filmach pornograficznych powróciła w styczniu 2005.
W 2006 została zaliczona do Hall of Fame AVN Award.
W 2008 została nominowana do AVN Awards w kategorii „Najlepsza aktorka drugoplanowa - film” za Flasher (2006).
Była dwukrotnie zamężna.
Zmarła po ciężkiej chorobie nerek oraz cukrzycy w wieku 56 lat.

## Nagrody i nagrody
| Rok  | Nagroda                  | Kategoria                             | Film           | Rezultat  |
| ---- | ------------------------ | ------------------------------------- | -------------- | --------- |
| 2006 | AVN Award                | AVN Hall of Fame                      | -              | Wygrana   |
| 2006 | Legends of Erotica Award | Legends of Erotica Award Hall of Fame | -              | Wygrana   |
| 2008 | AVN Award                | Najlepsza aktorka drugoplanowa - film | Flasher (2006) | Nominacja |
| 2008 | AVN Award                | Najlepsza scena seksu oralnego - film | Flasher (2006) | Nominacja |